# Morobe
Morobe is een provincie in de regio Momase van Papoea-Nieuw-Guinea.
Morobe telt 536.917 inwoners op een oppervlakte van 34.500 km².

## Geboren
- O-Shen (1978), rapper

Provincies: Central · Chimbu · Eastern Highlands · East New Britain · East Sepik · Enga · Gulf · Hela · Jiwaka · Madang · Manus · Milne Bay · Morobe · New Ireland · Northern · Southern Highlands · Western · Western Highlands · West New Britain · Sandaun

National Capital District      Autonome provincie: Bougainville